# رون ويلسون
رون ويلسون (بالإنجليزية: Ron Wilson)‏ (10 سبتمبر 1924 المملكة المتحدة - ) هو لاعب كرة قدم بريطاني.